# Arif Alvi
Arif-ur-Rehman Alvi (urdu: عارف الرحمان علوی), född 29 augusti 1949 i Karachi, var Pakistans president mellan 9 september 2018 och 10 mars 2024.
Alvi  är, som sin far, utbildad tandläkare. Han har varit aktiv i flera professionella organisationer för tandläkare. Under studietiden gick han med i Jamaat-e-Islami Pakistans studentorganisation och han kandiderade för partiet i valet till Sindhs provinsparlament 1979, utan att bli vald. Han lämnade partiet 1988.
När Imran Khan startade Pakistan Tehreek-e-Insaf (PTI) var Alvi tidigt med och deltog bland annat med att skriva partiets stadgar. Han blev även ordförande för dess avdelning i Sindh. Han blev vice-president för partiet 2001 och var dess generalsekreterare mellan 2006 och 2013. Han blev invald i Pakistans nationalförsamling 2013 och satt där med undantag för en kortare period 2018 tills han blev vald till president. Han blev vald med 352 röster, mot 184 för Fazal-ur-Rehman och 124 för Aitzaz Ahsan.
Som president upplöste han 3 April 2022 nationalförsamlingen på inrådan av Imran Khan efter att denne förlorat en misstroendeomröstning. Beslutet ogiltigförklarades av Pakistans högsta domstol.